# Minute (Längenmaß)
Die Minute bezeichnet ein altes Längenmaß.

## Längenmaß Minute (absolut)
Früher gab es verschiedenerorts das Längenmaß „Minute“, unter anderem in Neuenburg (Schweiz), wo bis 1858 galt: 1 Minute = 1,795 cm = 1/16 Pied de champ. Auch in englischsprachigen Ländern war bis ins 19. Jahrhundert ein allerdings anders bemessenes Längenmaß „minute“ in Gebrauch. In deutschen Landen gab es früher auch das Längenmaß „Minute“, welches als 1 Minute = 1/48 Kopflänge definiert war.

## Längenmaß Minute (relativ)
In verschiedenen Bereichen von bildender Kunst und Ingenieurwesen wurde oder wird auch ein relatives Längenmaß „Minute“ verwandt, welches als 1/30 der Länge oder Höhe eines Modelles definiert ist.